# Gary Stal
Gary Stal, né le 9 février 1992, à Décines (France) est un golfeur professionnel français. Il fait partie des espoirs du golf français, et s'est notamment illustré en remportant le prestigieux Championnat d'Abu Dabi sur l'European Tour en 2015.

## Palmarès

### Carrière professionnelle
Abu Dhabi Golf Championship : 2015